# Tratado de Chaumont
O Tratado de Chaumont foi um cessar-fogo proposto pelos membros da Sexta Coligação a Napoleão em 1814.
Após encontros em fevereiro de 1814, os representantes do Império Austríaco, Reino da Prússia, Império Russo e Império Britânico combinaram uma reunião em Chaumont a 1 de Março. O resultado foi a assinatura de um tratado pelo czar Alexandre I da Rússia, com Klemens Wenzel von Metternich, Francisco I da Áustria, Frederico Guilherme III da Prússia e o secretário de estado dos Negócios Estrangeiros Robert Stewart, visconde de Castlereagh. O Tratado propunha que Napoleão entregasse todos os territórios por ele conquistados, ficando as fronteiras da França tal como eram antes das Guerras revolucionárias francesas, em troca de um cessar-fogo. Se Napoleão rejeitasse o tratado, os Aliados continuariam o conflito; Napoleão não aceitou o tratado.   

## O Tratado
O Tratado de Chaumont previa um pacto de 20 anos entre os quatro membros; a não assinarem qualquer outro tratado, convenção ou pacto separadamente com a França; e a continuar o conflito até à vitória (Art. II). No caso em que uma das partes fosse ameaçada pelo exército francês, as outras três nações juntar-se-iam para dar o apoio necessário com um corpo de 60 000 homens cada uma. Pela sua situação geográfica, os Britânicos estavam comprometidos a ajudar financeiramente (Art. IX). Para reforçar os laços entre as quatro nações, o pacto é assinado separadamente com cada uma das outras nações signatárias.    